# Michael Baden-Powell
David Michael Baden-Powell, 4to barón Baden-Powell (Sinoia, Rhodesia, 11 de diciembre de 1940-3 de julio de 2023) fue un contable y agente de venta de seguros británico, y 4.º barón Baden Powell. 

## Primeros años
David Michael Baden-Powell nació en 1940. Es hijo de Arthur Peter Baden Powell, II Barón Baden Powell —agente de servicios especiales de la policía de Londres— y de la enfermera, Carine Crause-Boardman. También es nieto del Teniente General Robert Baden-Powell, I Barón Baden-Powell, fundador del escultismo y de Olave Saint Claire Soames. 
Tras la muerte de su abuelo Robert Baden-Powell en 1941, su padre Peter, que había estado trabajando en Rhodesia del Sur desde 1935, se convirtió en el segundo barón de Baden-Powell , y en 1949, cuando Michael tenía 8 años, la familia se tuviero que volver a Inglaterra.
Sus estudios fueron en la escuela Pierrepont School House en Frensham, Surrey, Inglaterra. Después de dejar la escuela, trabajó para Fairey Aviation , hasta abril de 1965, cuando emigró a Australia.
El 28 de diciembre de 2019 fue nombrado 4.º barón Baden Powell, tras la muerte de su hermano Robert Crause Baden-Powell, quien no tuvo hijos.

## Familia
El 20 de agosto de 1966, Baden-Powell se casó con Joan Phillips Berryman, hija de Horace William Berryman. Tienen tres hijos varones.
- David Baden-Powell, nacido en 1971, quien se casaría con Edwina Sophie Foster el 23 de febrero de 2001. tuvieron dos hijos
- Alexander Peter Baden Powell, nacido en 1973, se casó con Lara Allie Coysh (14 de julio de 1974-21 de abril de 2015) el 31 de octubre de 2003, de lo cual tuvieron tres hijos.
- Myles Warrington Baden Powell, nacido en 1975.

## Heráldica

Escudo de armas comenzado a usar por el I Barón Baden-Powell de Gilwell.
- Cimera
  - Primera: león pasante de oro, en la garra una lanza rota inclinada, pendiendo de ella por una cinta de gules un escudo descansando sobre la corona de sable cargado de una punta de lanza de oro (Powell);
  - Segunda: saliendo de una corona castrense de oro, medio león rampante de gules, coronado de oro con la misma corona, cargado sobre el hombro de una cruz paté en argén y sosteniendo con las garras una espada guarnecida de oro (Baden).
- Corona. Corona de barón.
- Blasón. Cuadrantes:
  - 1° y 4°: de faja de oro y argén, un león rampante de gules entre dos lanzas erectas (Powell);
  - 2° y 3°: de argén, un león rampante coronado con una corona castrense de oro entre cuatro cruces paté de gules y las mismas flores de lis de azur alternadas (Baden).
- Tenantes
  - Diestra: Un oficial del 13°/18° regimiento de Husares en uniforme completo y la espada desenvainada sobre el hombro.
  - Siniestra: Un Scout sosteniendo un bordón.
- Lema'. Ar Nyd Yw Pwyll Pyd Yw (Donde hay constancia, habrá un Powell).